# Cneu Mânlio Cincinato
Cneu Mânlio Cincinato (em latim: Cnaeus Manlius Cincinnatus) foi um político da gente Mânlia nos primeiros anos da República Romana eleito cônsul em 480 a.C. com Marco Fábio Vibulano, que já estava em seu segundo mandato. Marco Mânlio Vulsão, tribuno consular em 420 a.C., era provavelmente seu neto.

## Biografia
Cneu Mânlio pertencia à nobre gente Mânlia, uma das mais antigas e conhecidas gentes patrícias da Roma Antiga e cujos cognomes mais comuns durante o período republicano era Capitolino, Torquato e Vulsão; o nomen "Mânlio" é muitas vezes confundido com "Mânio" ou "Manílio". 
Cneu Mânlio foi eleito em 480 a.C. juntamente com Marco Fábio Vibulano. Foi o primeiro de sua gente a chegar ao consulado e, a partir daí, os Mânlios passaram a ocupar os mais variados postos da magistratura da República Romana.
Neste ano, Tibério Pontífice, um tribuno da plebe, propôs, juntamente com Espúrio Licínio no ano anterior, a Lei Agrária antes de realizar o alistamento militar, mas os senadores e cônsules conseguiram corromper alguns tribunos da plebe e conseguiram realizar o alistamento: era o início da guerra contra Veios pelo controle da Etrúria que duraria até 476 a.C.
Os etruscos haviam se reunido em Veios e formaram um exército menos pela defesa da cidade e sim pela esperança de poderem aproveitar a oportunidade que se abriria com o avanço das lutas internas dos romanos. Com romanos e etruscos em seus respectivos acampamentos, os dois cônsules, temendo afrontar os exércitos aliados, evitaram o combate e seguraram suas forças. Os inimigos tentaram provocar o combate, insultando as tropas e provocando uma profunda sensação de raiva e uma crescente impaciência com a falta de uma resposta militar. Mais provocações exasperaram os soldados romanos a tal ponto de criar uma ameaça de motim entre os soldados; Marco Fábio convenceu Cneu Mânlio que era a hora de agir e jurou, perante os deuses romanos, que a batalha seria vencida sob pena de uma punição divina em caso de derrota.
A Batalha de Veios foi vencida por Marco Fábio, mas a um custo altíssimo, pois morreram no combate Quinto Fábio, seu irmão e cônsul dois anos antes, e depois o próprio Cneu Mânlio. Em sinal de profundo desgosto pela morte do irmão e do colega, Fábio não aceitou o triunfo reservado a ele pelo Senado.